# Patricia Rex

La bandera de Niue tal com la va dissenyar Rex

Tuagatagaloa Patricia Rex, Lady Rex QSO (nascuda Vatolo; 1918 - 21 de gener de 2004) va ser una política niueana. Va ser una de les primeres dones elegides a l'Assemblea de Niue i va dissenyar la bandera de Niue. El seu marit va ser el primer Premier de Niue Robert Rex.

## Biografia
Amb nom de naixement Patricia Tuagatagaloa Vatolo, Rex era del poble d'Alofi. L'any 1941 es va casar amb Robert Rex i la parella va tenir quatre fills. El seu marit es va convertir en el Líder de Negocis Governamentals, i l'any 1974 va ser elegit el primer Premier de Niue.
Rex es va presentar com a candidata a al circumscipció de tota l'illa en les eleccions generals niueanes de l'abril de 1975 i va ser elegida a l'Assemblea de Niue, convertint-se en una de les primeres dones a ser elegides en la legislatura juntament amb Lapati Paka. Va seguir sent-ne membre fins que va perdre la seva plaça en les eleccions de 1993. Rex també va ser qui va dissenyar la bandera de Niue, que va ser adoptada l'any 1975.
En els Honors de l'Aniversari de la Reina de 1991, Rex va ser anomenada de l'Ordre de Servei de la Companyia de la Reina pel seu servei a la comunitat.
Rex va morir a Niue el gener de 2004.